# Episodi di Slow Horses (prima stagione)
La prima stagione della serie televisiva Slow Horses, composta da 6 episodi, è stata trasmessa da Apple TV dal 1° al 29 aprile 2022. La stagione è basata sul romanzo omonimo della serie Slough House di Mick Herron.
| nº | Titolo originale     | Titolo italiano            | Pubblicazione  |
| -- | -------------------- | -------------------------- | -------------- |
| 1  | Failure's Contagious | Il fallimento è contagioso | 1º aprile 2022 |
| 2  | Work Drinks          | Drink tra colleghi         | 1º aprile 2022 |
| 3  | Bad Tradecraft       | Cattivo spionaggio         | 8 aprile 2022  |
| 4  | Visiting Hours       | Orari di visita            | 15 aprile 2022 |
| 5  | Fiasco               | Fiasco                     | 22 aprile 2022 |
| 6  | Follies              | Follie                     | 29 aprile 2022 |

## Il fallimento è contagioso
- Titolo originale: Failure's Contagious
- Diretto da: James Hawes
- Scritto da: Will Smith

### Trama
Dopo un grave errore, causato da un collega ma imputato a lui, durante un esercizio di addestramento dal vivo all'aeroporto di Stansted, invece di essere licenziato l'agente del MI5 River Cartwright viene retrocesso a un lavoro senza prospettive a Slough House, il "Pantano". Il suo  superiore, Jackson Lamb, gli assegna il compito di sorvegliare Robert Hobden, un giornalista collegato ai politici di estrema destra Peter Judd e Roger Simmonds. Anche la sua collega Sidonie "Sid" Baker è stata assegnata a Hobden e, senza farsi notare, in un bar è riuscita a copiare il contenuto di una sua chiavetta USB. Con sua grande sorpresa, Cartwright viene incaricato di consegnare il contenuto della chiavetta al quartier generale del servizio a Regent's Park. 
Hobden fa una serie di telefonate a colleghi giornalisti sostenendo di avere informazioni secondo cui "un attacco è imminente". Cartwright fa visita a suo nonno, ex funzionario del MI5, che gli rivela che Hobden era stato inserito nella lista nera dopo che il suo nome era apparso su un elenco, fatto trapelare, di donatori del Partito patriottico britannico e che dava la colpa al MI5 per i suoi problemi. Cartwright senior avverte il nipote che se il MI5 sta usando il Pantano per indagare su Hobden, è perché il rischio esiste e i servizi vogliono una negazione plausibile.
Catherine Standish, segretaria del Pantano, partecipa a una riunione degli Alcolisti Anonimi. 
Lo studente anglopakistano Hassan Ahmed viene rapito dal gruppo di estrema destra Figli di Albione (Sons of Albion), che annuncia che lo decapiteranno in live streaming all'alba del giorno successivo. Nonostante il parere contrario di Lamb, Cartwright rompe gli indugi e lascia il Pantano per indagare ulteriormente.

## Drink tra colleghi
- Titolo originale: Work Drinks
- Diretto da: James Hawes
- Scritto da: Will Smith

### Trama
I rapitori di Hassan Ahmed - Moe, Larry, Curly e Zeppo - tengono il giovane in ostaggio in un seminterrato di una villetta a schiera a Londra. Sembra che dietro il rapimento ci sia Simmonds. Cartwright, che prima di consegnarla a Regent's Park ha copiato il contenuto dell'unità USB di Hobden, si rende conto che non contiene informazioni e cerca di manovrare un rivale, James "Spider" Webb (detto Ragnetto o Ragno) per avere conferma. Standish inizia ad avere flashback sulla morte di un ex collega suo e di Lamb, Charles Partner. L'esperto informatico del Pantano, Roddy Ho, scopre di non poter hackerare il laptop di Hobden poiché è stato isolato dalla rete, circostanza che alimenta i sospetti di tutti.
La vicedirettrice generale del MI5, Diana Taverner, avvicina un altro agente del Pantano, Jed Moody, e gli ordina di svolgere del lavoro "fuori dalle regole" per lei. Altri due agenti del Pantano, Min Harper e Louisa Guy, si incontrano in un pub dopo il lavoro e si lamentano del fallimento delle loro carriere. Cartwright e Baker decidono di pedinare Hobden; lei gli confessa di essere stata assegnata alla squadra di Lamb per tenerlo d'occhio. I due vedono un uomo mascherato entrare nella casa di Hobden e lo inseguono: entrati in casa, scoprono che Hobden è riuscito a distruggere il disco rigido del suo computer con la termite. Hobden scappa mentre Cartwright e Baker lottano con l'uomo mascherato, che fugge dopo aver sparato a Baker alla testa.

## Cattivo spionaggio
- Titolo originale: Bad Tradecraft
- Diretto da: James Hawes
- Scritto da: Will Smith

### Trama
Sid Baker, viva ma in condizioni critiche, viene portata in ospedale dagli agenti della sicurezza del MI5 che, al tempo stesso, trattengono Cartwright. Lamb lo fa scappare e i due deducono che l'uomo mascherato e armato inviato a uccidere Hobden fosse Moody. Intanto Moody ritorna al Pantano e attacca Min Harper e Louisa Guy quando rientrano, ma nel corso di una colluttazione cade dalle scale e muore fratturandosi l'osso del collo. Lamb pensa che il Pantano sarà incolpato per qualunque operazione Regent's Park stia conducendo e verrà rinnegato se fallisce.
Taverner incontra Lamb e rivela che Ahmed è il nipote del secondo in comando dei servizi segreti militari  pakistani. Il suo rapimento e il previsto salvataggio sono un'operazione sotto falsa bandiera non autorizzata, ideata dalla stessa Taverner per aumentare potenzialmente la cooperazione con il Pakistan e per neutralizzare e intimidire l'estrema destra. Afferma di avere un agente infiltrato nei Figli di Albione che ha organizzato il rapimento ma faciliterà anche il salvataggio. Viene anche rivelato che Standish è scampata per un pelo a un'accusa di tradimento grazie ai suoi legami con Partner e alla sua morte.
Hobden incontra Judd e cerca di convincerlo a rendere pubblica l'informazione che il rapimento di Ahmed è una messinscena, ma in compenso riceve una strigliata. Il rapitore Curly fa una serie di chiamate di nascosto con un telefono prepagato. Ahmed cerca di scappare e viene minacciato da Moe. I rapitori litigano tra loro sull'effettiva decapitazione del rapito e Curly prende in mano l'ascia. 
Dandogli la possibilità di salvare la faccia, Taverner offre alla squadra di Lamb l'opportunità di segnalare al suo uomo che il raid sta per iniziare, permettendogli di scappare con Ahmed. Gli agenti del Pantano arrivano al luogo in cui è trattenuto il giovane, ma lo trovano vuoto a parte il cadavere decapitato di Moe.

## Orari di visita
- Titolo originale: Visiting Hours
- Diretto da: James Hawes
- Scritto da: Morwenna Banks

### Trama
Viene rivelato che Moe (il cui vero nome era Alan Black) era la talpa di Taverner ma è stato scoperto e ucciso da Curly, che poi è fuggito con Zeppo, Larry e Ahmed. Uscendo da Londra, Zeppo e Larry rivelano che non avevano mai avuto intenzione di uccidere il giovane anglopakistano e prendono in considerazione l'idea di rilasciarlo, preoccupati sempre più del comportamento irregolare e dei discorsi di Curly.
Lamb e la sua squadra fuggono dall'edificio prima che arrivino i "Cani" (nome con cui è chiamato il personale di sicurezza del MI5), sapendo che il Pantano sarà incolpato del fallimento dell'operazione e i suoi agenti verranno arrestati. Cartwright riesce a salvare Roddy Ho prima che possa essere preso in custodia, ma Harper e Guy non riescono a impedire che il loro collega Struan Loy sia prelevato a casa sua dagli agenti. Taverner chiama Standish più volte per tentare di ribaltare la sua fedeltà, sostenendo che Lamb era coinvolto nella morte di Partner, ma Standish rimane fedele a Lamb quando viene a prenderla. Mentre si allontanano dalla casa della donna, i due vengono fermati da James Webb e dal capo della sicurezza Nick Duffy che, dopo aver perquisito Lamb, li costringono a salire in macchina. In viaggio verso Regent's Park, Standish riesce a liberare se stessa e Lamb dopo aver estratto una Glock 17: era stato Lamb a metterle nella borsetta l'arma, presa dal cadavere di Moody. I due fanno scendere Webb e Duffy dall'auto e si allontanano.
Dopo aver scoperto le conseguenze dell'operazione fallita, la direttrice generale del servizio di sicurezza, Ingrid Tearney, lascia una riunione del Dipartimento di Stato negli Stati Uniti e torna a Londra, concedendo a Taverner un tempo limitato per risolvere le questioni in sospeso. Taverner manovra Loy perché fornisca prove false che era Lamb, e non lei, la mente dietro l'operazione sotto falsa bandiera in cui era coinvolto Black.

## Fiasco
- Titolo originale: Fiasco
- Diretto da: James Hawes
- Scritto da: Mark Denton, Jonny Stockwood

### Trama
Quando il team si riunisce, Cartwright ricorda di aver scattato una foto di Taverner in cui la donna si incontrava segretamente con Alan Black durante l'addestramento di sorveglianza. Lamb "restituisce" l'auto di Duffy al MI5  a Regent's Park e chiede di parlare con Taverner, che gli offre una via d'uscita: verrà licenziato ma non accusato. Taverner minaccia anche Standish e dice che Baker è morta in ospedale. Lamb la informa che c'è una bomba nell'auto che ha restituito: mentre la squadra di sicurezza di Duffy cerca l'ordigno, Cartwright riesce a entrare di nascosto al Park.
Cartwright affronta Webb, sostenendo che durante l'esercitazione a Stansted Taverner gli aveva fatto fornire intenzionalmente informazioni errate in modo che fallisse e venisse retrocesso, poiché aveva la fotografia del suo incontro con Black. Dopo aver individuato la foto e aver eluso la sicurezza, Cartwright e Lamb minacciano di rivelare l'operazione di Taverner alla direttrice generale del MI5, Ingrid Tearny, e alla stampa.
Standish e Ho riescono a identificare e a rintracciare il furgone con cui sono fuggiti i Figli di Albione perché è collegato a una precedente identità di copertura utilizzata da Black. A corto di benzina, Curly annuncia di aver ancora intenzione di decapitare Ahmed e morire resistendo all'arresto, ma Zeppo prende il sopravvento dopo aver estratto una pistola che ha segretamente preso dal cadavere di Black. Ahmed dice al gruppo che suo zio può offrire loro del denaro per il suo ritorno sano e salvo. Poiché sono sporchi del sangue di Black, nessuno dei tre Figli di Albione può scendere dal furgone per fare rifornimento. Decidono così di utilizzare Ahmed e minacciano di uccidere alcune persone presenti nella stazione di servizio in caso chieda aiuto. Ahmed ubbidisce e dopo il rifornimento risale sul furgone. Curly approfitta della tensione, riesce a disarmare e uccidere Zeppo e a riprendere il controllo della situazione.

## Follie
- Titolo originale: Follies
- Diretto da: James Hawes
- Scritto da: Will Smith

### Trama
Taverner affronta Judd a casa sua, rivelando che le chiamate da lui fatte ai suoi contatti di estrema destra dopo la visita di Hobden hanno provocato la morte di Black e la missione è stata compromessa. Tearney ritorna dagli Stati Uniti, ordinando che tutte le questioni in sospeso siano risolte, dopo che Taverner le ha mentito ulteriormente sull'operazione. Sotto la minaccia delle armi, Curly costringe Larry e Ahmed a entrare in un bosco appartato dove intende decapitare il giovane anglopakistano. Larry libera Ahmed e attacca Curly con un'ascia e, dopo averlo ferito, fugge. Curly, seppur ferito, riesce a bloccare nuovamente Ahmed. Larry arriva al porto di Harwich ma, dietro ordine di Tearney, viene ucciso dai "Cani" che quindi lasciano un'arma sul suo cadavere per giustificarne l'uccisione.
Curly si prepara a uccidere Ahmed davanti a quello che crede essere un vero castello normanno, sebbene Ahmed gli faccia notare che in realtà è un falso architettonico costruito molti secoli dopo. Grazie all'assistenza da remoto di Ho, Lamb, Cartwright, Harper e Guy riescono a rintracciarli. Curly e Cartwright si impegnano in una breve sparatoria, ma Ahmed colpisce Curly con un sasso. I "Cani" arrivano ma il gruppo impedisce loro di uccidere Curly.
Dopo l'apparente successo dell'operazione, Ho dice a Cartwright che sono state cancellate tutte le tracce dell'esistenza di Sid Baker, facendo pensare che potrebbe essere ancora viva. Hobden viene ucciso da Duffy. Viene rivelato che Charles Partner era l'ex direttore generale del MI5 e che ufficialmente si è suicidato perché ricattato da un servizio di intelligence straniero. Lamb dice a Standish di averlo saputo e di avergli fornito la pistola, poiché Partner era un caro amico. Un flashback rivela che fu Lamb a ucciderlo, facendolo sembrare un suicidio, per ordine del nonno di River, David Cartwright.